# Tridenchthonius surinamus
Tridenchthonius surinamus es una especie de arácnido del orden Pseudoscorpionida de la familia Tridenchthoniidae.

## Distribución geográfica
Se encuentra en Surinam.